# Roastbeef

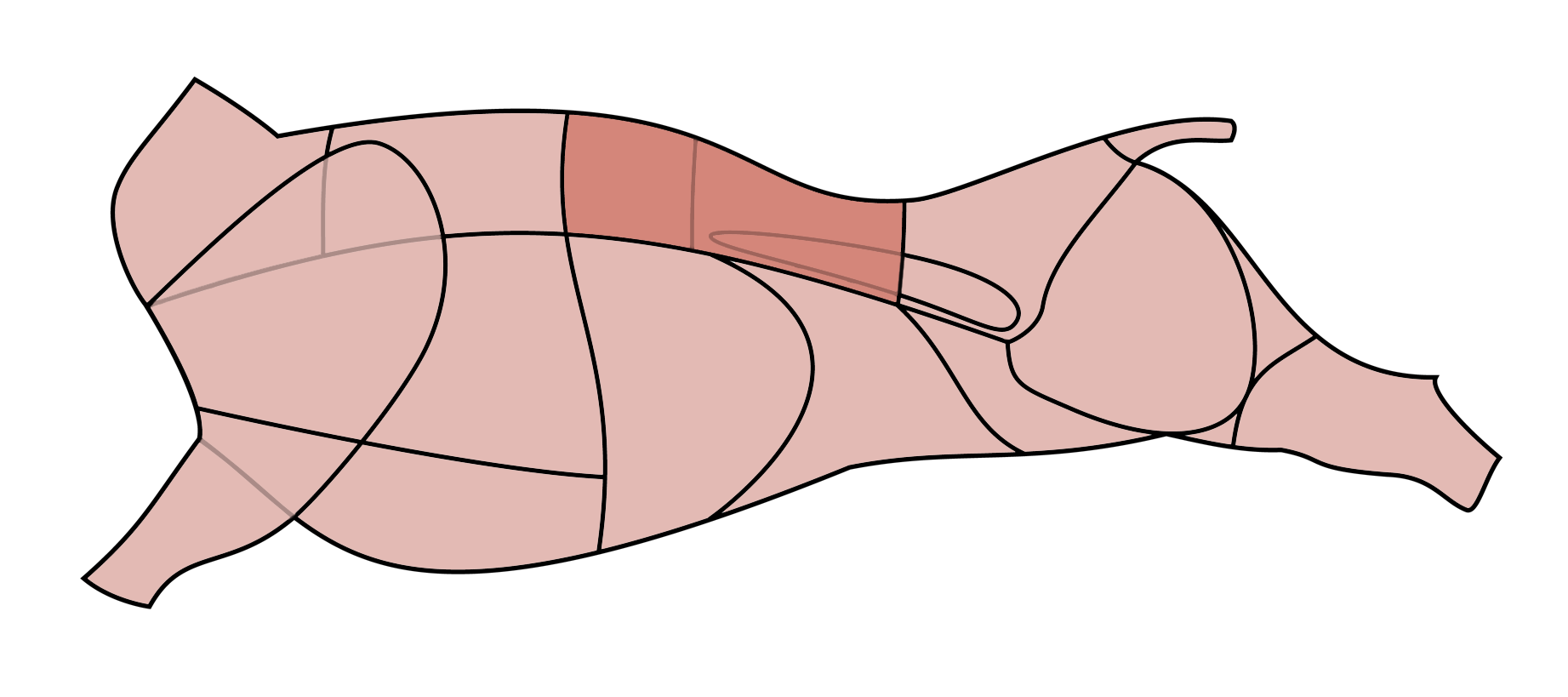
Roastbeef (links das hohe Roastbeef, rechts das flache Roastbeef)

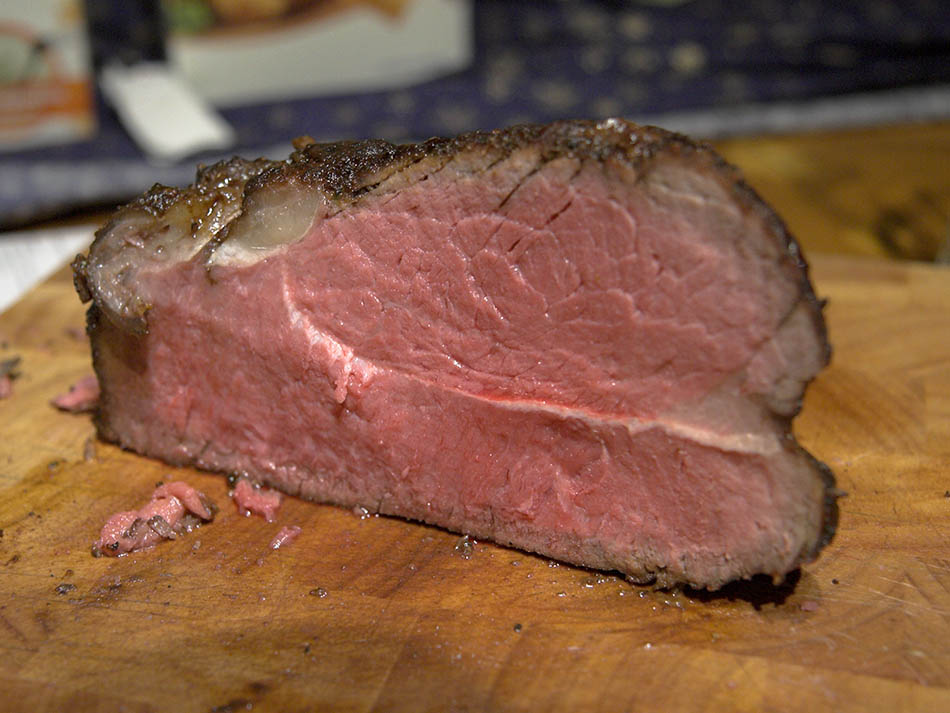
Roastbeef, typisch zubereitet

Roastbeef (auch short loin, strip loin), Zwischenrippenstück, regional auch Lende, ist ein Teilstück des Hinterviertels vom Rind. Anatomisch handelt es sich um den Lendenabschnitt des Musculus erector spinae. In Österreich sind die Bezeichnungen Beiried, Hufstück, in Tirol auch Schossen üblich.
Nach handelsüblicher Schnittführung liegt es zwischen Hüfte und Entrecôte (Trennschnitt zwischen 8./9. Rippe), nach DLG-Schnittführung zwischen der Hüfte und der Hochrippe (Trennschnitt 11./12. Rippe), wobei die Hochrippe eine DLG-spezifische Unterteilung des Roastbeefs zwischen den 8./9. und 11./12. Rippen darstellt.
Das Roastbeef wird in zwei Teile untergliedert: Das vorn gelegene, zungenartig auslaufende Ende ist das runde Roastbeef. Das runde Roastbeef (regional auch Rostbraten genannt) ragt in die kopfseitig angrenzende Hochrippe (regional auch Hohes Roastbeef genannt) hinein und bildet das magere Kernstück (Rib-Eye) der Hochrippe. Das dahinter befindliche flache Roastbeef liegt im unteren Rückenbereich und wird regional auch Lende, Lendenbraten, Contrefilet, Schlossstück oder Englischer Braten genannt. Das flache Roastbeef mit Rückenknochen und anhaftendem Filet bezeichnet man als Große Lende, aus der T-Bone- und Porterhouse-Steaks geschnitten werden.
Roastbeef wird meist am Stück im Backofen bei mäßiger Temperatur rosa (medium) gebraten, wodurch es zart, saftig und aromatisch bleibt. Kalt aufgeschnitten wird es – häufig mit Meerrettich – als Aufschnitt oder für kalte Buffets verwendet. Auch die Kombination mit Remoulade ist beliebt.
Aus dem Roastbeef werden auch folgende Steaks geschnitten: Entrecôte, Rumpsteak, T-Bone-Steak (mit Knochen), Porterhouse-Steak, Club-Steak und Sirloin-Steak.